# Bige
Pour les articles homonymes, voir Biga.

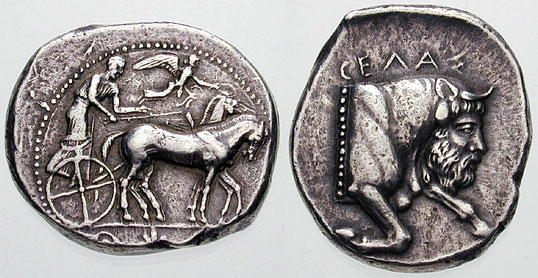
Tétradrachme de Géla : aurige sur son bige ; CELAS, protomé de taureau à face humaine, figurant le fleuve Géla.

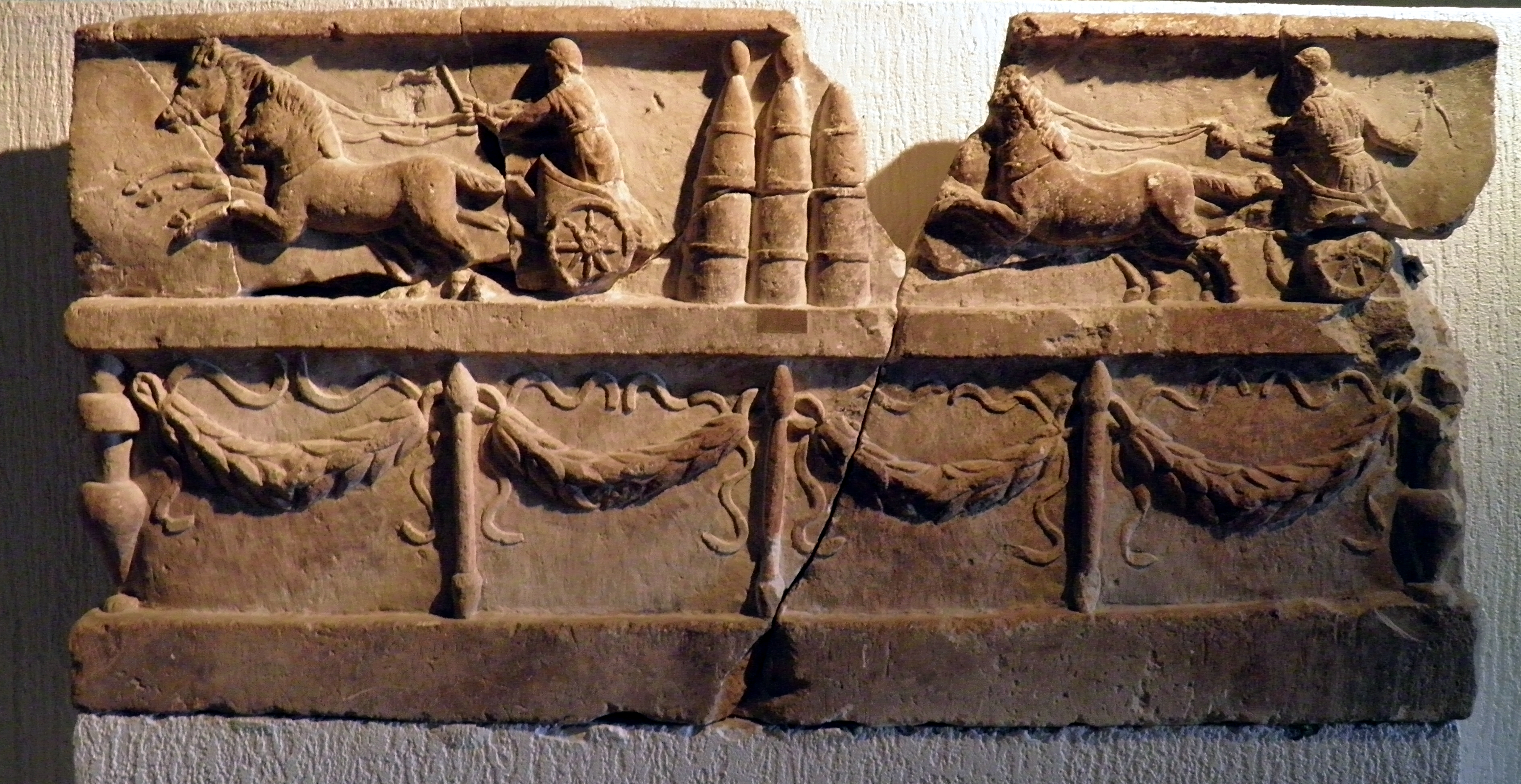
Course de biges, le long de la spina du cirque - Musée gallo-romain de Fourvière, Lyon

Un bige (en latin biga) est un char antique à deux roues, attelé de deux chevaux de front, généralement utilisé pour les courses.
Dans l’Antiquité, aux Jeux olympiques antiques, la course de biges (en grec συνωρίς / sunôrís) remonte au début du IVe siècle av. J.-C. ; elle comporte huit tours de piste, soit 9 500 mètres environ. Des épreuves similaires, mais réservées aux poulains, sont créées peu avant 300 av. J.-C. pour le quadrige, en 268 av. J.-C. pour le bige.
Les Étrusques pratiquaient ces courses, comme le montrent les fresques de la Tombe des Biges, reconstituée à Tarquinia.
À Rome, les courses se déroulaient dans les cirques, principalement au Circus Maximus.